# چاه‌زنگی
چاه‌زنگی، روستایی است از توابع بخش شبانکاره در شهرستان دشتستان استان بوشهر ایران.

## جمعیت
این روستا در دهستان شبانکاره قرار داشته و براساس سرشماری سال ۱۳۸۵ جمعیت آن ۱۶نفر (۴خانوار) می‌باشد.

## شخصیت های مهم
این روستا زادگاه سید مهدی موسوی نژاد نماینده دوره نهم مجلس شورای اسلامی ایران می‌باشد .